# Слободан Мартиновић
Слободан Мартиновић Шоћа (Београд, 25. јул 1945 — Смедеревска Паланка, 10. јануар 2015) био је српски шаховски велемајстор из Смедеревске Паланке.

## Биографија
Слободан Мартиновић је стекао титулу међународног мајстора шаха 1976. а велемајстора 1979. године. Одиграо је 269 партија које је пратила ФИДЕ. Од тога је 83 (31%) победио, 157 (58%) је било нерешено, а 29 (11%) је изгубио.
1985. Мартиновић је ремизирао са Анатолијем Карповом у Амстердаму, користећи сицилијанску одбрану, варијанту Шевенинген. Игра је трајала 72 потеза.